# Beriev Be-6
Le Beriev Be-6 (code OTAN Madge) est un hydravion à coque bimoteur à structure métallique. Il est utilisé par l'URSS puis par la Chine comme hydravion de reconnaissance maritime et comme bombardier de la fin des années 1940 jusqu'à la fin des années 1970. Il réalise également des missions de lutte anti-sous-marine et de minage des côtes.

## Origine
En 1945, le bureau d'études Beriev entreprend la conception d'un hydravion de reconnaissance et de bombardement. Le prototype est baptisé LL-143. Le premier vol a lieu en 1947.
L'appareil est initialement équipé de deux moteurs en étoile Chvetsov ACh-72 de 2 000 ch (1 492 kW). Il est armé de deux canons jumelés NS-23 de 23 mm situés dans une tourelle de queue et de deux autres canons équivalents dans une tourelle dorsale (en option). On trouve enfin un unique canon Nudelman-Suranov NS-23 dans la tourelle avant.

## Série
La mise en production modifie la dénomination de l'hydravion en Be-6. La première machine de série vole en 1949 avec aux commandes M.I. Tsepilov. La tourelle de proue est supprimée. Un radôme escamotable est installé en position ventrale, derrière le redent de la coque. 
L'hydravion est motorisé par deux Chvetsov ASh-73TK en étoile de 2 300 ch.
Plus tard, l'équipement comporte également une perche MAD (détecteur d'anomalie magnétique) en remplacement de la tourelle de queue.

## Opérateurs
Union soviétique
- Les Be-6 effectuent des patrouilles maritimes pour le compte de la marine soviétique jusqu’en 1967[2]. Les Be-6 sont ensuite utilisés pour des missions de transport et de surveillance de zones de pêche jusqu'à la fin des années 1970.

 Chine
- La marine chinoise acquiert une vingtaine d'exemplaires de Be-6 dans les années 1970, remotorisés avec des turbopropulseurs Wopen WJ-6. Ils sont désignés sous le terme Qing-6[3],[4].

Beriev Be-6
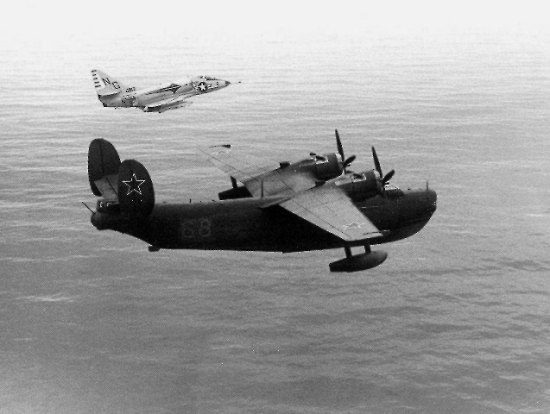
Un A-4B de la VA-93 intercepte un Be-6 au large du Japon en 1964.
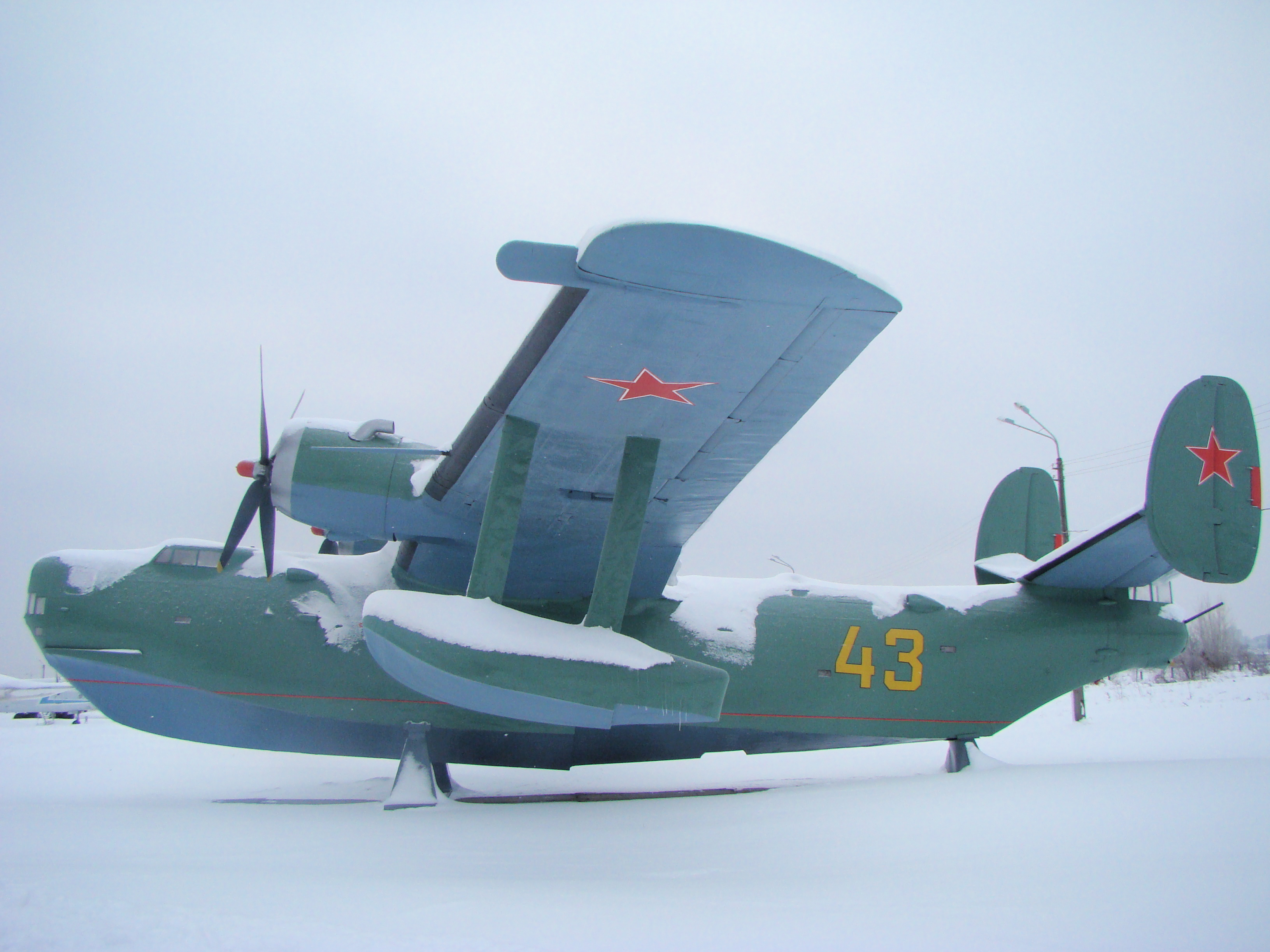
Beriev Be-6 au musée d'état ukrainien de l'aviation, Kiev.